# ノー・ストリングス (シーナ・イーストンのアルバム)
| 専門評論家によるレビュー | 専門評論家によるレビュー |
| レビュー・スコア         | レビュー・スコア         |
| 出典                     | 評価                     |
| ------------------------ | ------------------------ |
| Allmusic                 | [ 1 ]                    |

『ノー・ストリングス』(No Strings) は、イギリスのポップ歌手シーナ・イーストンが1993年に11枚目のアルバムとしてリリースした、スタンダード曲のカバー・アルバム。アルバムのタイトルは、ストリングスを使っていないことを示しており、この言葉の一般的な意味との掛詞になっている。
このアルバムは、アメリカ合衆国のMCAレコードから1993年8月3日にリリースされ、日本盤は9月22日にリリースされた。
このアルバムにおけるイーストンの歌唱は、「正攻法で...それゆえ、ジャズの基準で聞くと違和感や物足りなさを感じるかも知れないが、スイングより“ロール”に重心をかけた歌唱」とされ、アルバムも「ジャズ風アルバム」と評された。

## トラックリスト
1. サムワン・トゥ・ウォッチ・オーヴァー・ミー (Someone To Watch Over Me) - 3:18
2. 恋の気分で〜ムーディーズ・ムード・フォー・ラヴ (I'm In The Mood For Love / Moody's Mood "For Love") - 4:14
3. ニアネス・オブ・ユー (The Nearness Of You) - 3:17
4. ハウ・ディープ・イズ・ジ・オーシャン (How Deep Is The Ocean) - 3:40
5. 行かないで (If You Go Away (Ne Me Quitte Pas)) - 5:52
6. 身も心も (Body And Soul) - 5:51
7. リトル・ガール・ブルー〜ホエン・サニー・ゲッツ・ブルー (Little Girl Blue / When Sunny Gets Blue) - 6:10
8. ザ・ワン・アイ・ラヴ (The One I Love Belongs To Somebody Else) - 3:25
9. 行ってしまった彼 (The Man That Got Away) - 4:23
10. アイ・ウィル・セイ・グッドバイ (I Will Say Goodbye) - 2:37
11. ネヴァー・ウィル・アイ・マリー (Never Will I Marry) - 3:25